# دانيال فارس
دانيال فارس (2 مايو 1987 في الولايات المتحدة - ) (بالإنجليزية: Daniel Faris)‏ هو لاعب كرة سلة أمريكي في مركز هجوم قوي الجسم. لعب مع West-Brabant Giants ‏.

## وصلات خارجية
- دانيال فارس على موقع الاتحاد الدولي لكرة السلة (الإنجليزية)
- دانيال فارس على موقع كرة السلة الأوروبية.كوم (الإنجليزية)
- دانيال فارس على موقع كلية كرة السلة في سبورتس رفرنس.كوم (الإنجليزية)
- دانيال فارس على موقع ريلجم (الإنجليزية)
- دانيال فارس على موقع بروبوليرز (الإنجليزية)